# آل فصيل
فصيل بفتح الفاء وكسر الصاد المهملة، اسم يطلق على قبيلة، وفي نفس الوقت يطلق على بلدة تقع في محافظة بارق في أقصي الجنوب الغربي للمملكة العربية السعودية، في الشمال الشرقي من بارق بحوالي 40 كم. يبلغ إجمالي مساحتها 50 كلم مربع، ويبلغ عدد سكان فصيل ما يزيد عن 8 الف نسمة.

## النسب
آل فصيل أحد قبائل حميضة الست الرئيسية:

وهم بني فصيل بن حميضة بن النعمانبن حميضة بن الحارث بن عوف بن عمرو بن سعد بن ثعلبةَ بن كنانة البارقي بن بارق بن عدي بن حارثة بن عمرو مزيقياء بن عامر ماء السماء بن حارثة الغطريف بن امريء القيس بن ثعلبة بن مازن بن الأزد.

### عشائر آل فصيل[3]
تنقسم قبيلة آل فصيل إلى شملين أو بطنين :
| آل جـــمـــاز |

| آل مـــريـــف |

ينقسم «آل جماز» إلى عشيرتين يصل تعدادهم قرابة 4500 نسمة:
| آل علي بن جماز |

| آل موسى بن جماز |

ينقسم «آل مريف» إلى عشيرتين يصل تعدادهم قرابة 3500 نسمة:
| آل علي بن حسين |

| آل الربعية |

## الزراعة
تعتبر طبيعة آل فصيل طبيعة زراعية شكل وادي خاط روافد هامة في النشاط السكاني الزراعي، ومنذ مئات السنين كانت تعرف بأراضيها الزراعية الخصبة حيث تزرع الذرة والدخن وتعتبر الزراعة والرعي من مقوماتها الاقتصادية إضافة إلى ما يزرع من الفواكة والخضروات بمختلف أنواعها.

## قرى آل فصيل
تتكون بلاد فصيل من ثمان وثلاثون قرية تنتشر جميعها على جوانب وادي خاط:
- الشقرة: القرية الرئيسية وهي مركز البلدة.[5][6][7]
- المنزل.
- الدس.
- السبيل.
- تريبة.
- النخلة.
- العدن.
- شعب آل عايض.
- الشعبة.
- العرقوب.
- الدبغة.
- قرن عامر.
- الغلافية.
- العدن.
- هيدان الأعلى.
- شعبة.
- القرى.
- هيدان الأسفل.
- المشباح.
- رحبة.
- صعبان.
- حقو الحديد.
- نعب.
- المرتزة.
- حقة.
- الشرعبي.
- كوزة.
- المدارية.
- الشوارق.